# Меткий (эсминец)
«Меткий» — эскадренный миноносец (контрминоносец) типа «Лейтенант Бураков».

## История строительства
Корабль заложен в начале 1905 года на стапеле судоверфи «Форж и Шантье» (Forges et Chantiers de la Méditerranée) в Гавре по заказу Морского ведомства России. 2 (15) апреля 1905 года зачислен в списки судов Балтийского флота, спущен на воду 24 июня (7 июля) 1905 года, вступил в строй в начале 1906 года. 27 сентября (10 октября) 1907 года официально причислен к подклассу эскадренных миноносцев.

## История службы
В 1912—1913 годах «Меткий» прошёл капитальный ремонт. Принимал участие в Первой мировой войне, нёс дозорную и конвойную службу. Участвовал в Февральской революции и Октябрьском перевороте 25 октября (7 ноября) 1917 года, в этот день вошёл в состав Красного Балтийского флота. Участвовал в Гражданской войне: подавлял мятеж Керенского-Краснова (26-31 октября 1917), участвовал в Ледовом походе, обеспечивал высадку десанта в Гунгербурге (Нарва-Йыэсуу) 28 ноября 1918 года, входил в состав ДОТ.
21 апреля 1921 «Меткий» вошёл в состав Морских сил Балтийского моря. В период с 21 марта по 29 мая 1922 года находился в распоряжении Финско-Ладожского отряда судов Морпогрохраны ОГПУ. 30 мая 1922 года выведен из боевого состава и сдан Кронштадтскому военному порту для последующей передачи Комгосфондов для разоружения, демонтажа и разделки на металл. 21 ноября 1925 года исключён из списков кораблей РККФ.

## Командиры
- 1906 - 1908 Повалишин Николай Иванович (убит в марте 1917 г.);
- 1908 - 1913 Делло Пётр Павлович (репрессирован в феврале 1931 г.);
- 1916 -1917 фон Витт Петр-Генрих (убит в марте 1917 г.).